# Harmonizált fogyasztói árindex
A harmonizált fogyasztói árindexek (HICP, EICP, MUICP) a nemzeti statisztikai hivatalok által megadott fogyasztási adatokból az Eurostat által számított árindexek, harmonizált indexszámok. Feladatuk az Európai Unió tagországok inflációs mutatóinak az összehasonlíthatóságát biztosítása. Ezekre az inflációs merőszámokra az Európai Unió működéséről szóló szerződés 140. cikkében megfogalmazott feladatai ellátásához szüksége van az Európai Bizottságnak, és az Európai Központi Banknak. Az Európa Tanács HICP-ekről szóló 2494/95/EK rendelete teljes egészében kötelező és közvetlenül alkalmazandó valamennyi tagállamban.

## Célok
- Szakmai támogatás biztosítása az Európa Tanács számára a tagállamok árstabilizációs vállalásainak nyomon követésére.
- Egységes módszertani és mintavételi szabályok kialakítása. A nemzeti fogyasztói árindexek a módszertani és mintavételi eltérések miatt nem összehasonlíthatók.
- Aktuális információk biztosítása az Európai Közösség pénzügyi és monetáris hatóságai részére az inflációról, makroökonómiai változásokról nemzetközi összehasonlításokhoz.
- A szubszidiaritás elvének megfelelően közös statisztikai szabványok felállítása és ezeknek rendszeres karbantartása.

## Fajtái
A harmonizált fogyasztói árindex (HICP): az egyes tagállamok által szolgáltatott adatokból összeállított összehasonlítható fogyasztói árindex,
Az európai fogyasztói árindex (EICP): az Eurostat által a tagállamok HICP-i alapján a Közösség részére összeállított fogyasztói árindex.
A monetáris unió fogyasztói árindexe (MUICP): a gazdasági és monetáris unió keretei között az Eurostat által a gazdasági és monetáris unió tagállamainak HICP-i alapján összeállított fogyasztói árindex.

## Tartalma
A harmonizált fogyasztói árindex azokat a termékeket és szolgáltatásokat fedi le, amelyek a háztartások végső fogyasztási kiadásának
részét képezik. A pontos lista az ENSZ Statisztikai Igazgatósága által összeállított és karbantartott COICOP (Classification of Individual Consumption by Purpose) szerinti osztályozásnak megfelelő kategóriákra és alkategóriákra van osztva.

### A főcsoportok
- élelmiszerek és alkoholmentes italok
- szeszes italok, dohányáruk
- ruházat és lábbeli
- lakásszolgáltatás, víz, villamos energia, gáz és egyéb tüzelőanyagok
- lakberendezés, lakásfelszerelés és rendszeres lakáskarbantartás
- egészségügy
- közlekedés és szállítás
- távközlés
- szabadidő és kultúra
- oktatás
- vendéglátás és szálláshelyszolgáltatás
- egyéb termékek és szolgáltatások (testápolás, óra, ékszer, biztosítások)

### A harmonizált fogyasztói árindex nem tartalmazza
- a természetbeni jövedelmeket, természetbeni szociális juttatásokat. (Azokat az egészségügyi, oktatási kiadásokat amit az állampolgár ugyan kifizet, de azt valamilyen állami szervezet -TB, Önkormányzat- később megtéríti)
- a tulajdonos által lakott lakás költségeit. Ezeket a költségeket a sajátlakás-árindex tartalmazza
- lakásvásárlást, földvásárlást
- a tulajdonos által lakáskarbantartásra, javításra költött költségeket, lásd:sajátlakás-árindex
- értéktárgyakhoz kapcsolódó költségeket
- jogi személyiséggel nem rendelkező társaságok tulajdonosainak üzleti költségeit
- jövedelem- és vagyonadókat
- tagdíjakat (szakszervezet, sportegyesület, kulturális egyesület, egyház, stb.)
- háztartások adományait
- életbiztosítási és a nyugdíjpénztári szolgáltatásokat
- pénzbírságokat és a pénzbüntetéseket.

A statisztikában alkalmazott árak a háztartások által az egyes termékek és szolgáltatások vásárlásakor, pénzügyi ügyleteik során fizetett beszerzési árak. Egyes termékek és szolgáltatások az adott termékszolgáltatás-csoportnak a teljes kiadásra vetített arányában súlyozásra kerülnek. Ezt a súlyt az összes kiadás (az összes lefedett termékre és szolgáltatásra fordított teljes kiadás) arányában határozzák meg.

## Módszerek
Az árindex számításának legrészletesebb rétegzettségi szintje az elemi aggregátumok szintje. Elemi aggregátumok azok a kiadások vagy fogyasztások, amelyen belül súlyozási célokra már nem állnak rendelkezésre a kiadásokra vonatkozó megbízható információk. Az elemi aggregátum árindexének kiszámításakor vagy a számtani átlagárat {\displaystyle {\frac {{\frac {1}{n}}\sum p^{i}}{{\frac {1}{n}}\sum p^{b}}}} vagy a mértani átlagárat {\displaystyle {\frac {\prod (p^{t})^{\frac {1}{n}}}{\prod (p^{b})^{\frac {1}{n}}}}}kell használni, ahol a {\displaystyle p^{t}} az aktuális ár, {\displaystyle p^{b}} a bázisár és {\displaystyle n} az árak száma az elemi aggregátumban. Egy elemi aggregátum árindexét ki lehet számítani láncindexként, felhasználva a fenti két képlet
egyikét.